# Cartel Dix-Hill

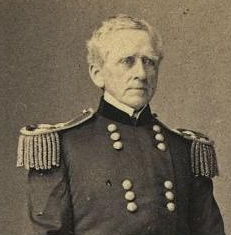
Général John Adams Dix.

Le Cartel Dix–Hill est signé pendant la Guerre de Sécession, entre John A. Dix (major general de l'Union) et D.H. Hill (major general de la Confédération) ; il vise à établir un échange de prisonniers entre les deux puissances belligérantes.

## Principe général
Un cartel est un accord intervenant pendant une guerre entre les belligérants pour régler une suspension des hostilités ou un échange de prisonniers. En principe, contrairement aux traités ordinaires, les cartels obligent leur pays sans ratification. 

## Historique
Promu par le grand nombre de prisonniers de part et d'autre et leur sort dramatique, le cartel a été signé le 22 juillet 1862 à Haxall's Landing, un embarcadère sur la James River (Virginie).
Son application connut de nombreuses vicissitudes au cours de la guerre, chaque parti y voyant un moyen de pression ou de représailles contre l'adversaire. Les différentes modalités d'échange (libération sur parole ou échange pur et simple) prêtèrent aussi à confusion. Les lenteurs administratives, les tensions entre politiciens et militaires dans chaque camp et les tendances personnelles à l'inflexibilité ou à la pitié des chefs militaires sur le terrain eurent aussi leurs influences (le plus souvent négatives) sur les échanges.
En août 1862, le 1er échange se fit : 3 000 sudistes contre 3 000 nordistes. Mais en décembre 1862 Jefferson Davis suspendit l'application du cartel, en représailles de l'exécution de William Mumford (un habitant de la Nouvelle -Orléans) par le "général-politicien" unioniste Benjamin Franklin Butler.
Début juin 1863, nouvel obstacle : le gouvernement confédéré refuse de libérer les soldats noirs; pour les sudistes "les prisonniers noirs sont des esclaves en fuite qui doivent être rendus à leurs propriétaires".
En a mi-juin 1863, le gouvernement fédéral refuse de recevoir Alexander Stephens, vice-président de la Confédération et officiellement mandaté par Jefferson Davis, à Washington. 
En mi-décembre 1863, toutefois, Benjamin Butler reçoit du gouvernement fédéral la mission de reprendre les négociations et les échanges. 
Après la bataille de Fort Pillow (12 avril 1864) et le massacre des prisonniers unionistes qui venaient de se rendre, Ulysses Grant interrompt les échanges de prisonniers. Il autorise leur reprise début 1865, lorsque la fin de la guerre est en vue, d'autant que (vu leur état) les prisonniers ne seront pour la plupart pas aptes à reprendre les armes.
Ces interruptions des échanges conduiront à l'engorgement des camps de prisonniers et à une détérioration encore plus dramatique de leurs conditions de vie, surtout dans le Sud. Ce fut un des arguments invoqués pour sa défense par Henry Wirz, le directeur de camp Sumter, un camp de concentration situé à Andersonville (sud-ouest de la Géorgie) où moururent en un an et demi 13 000 prisonniers de guerre unionistes. 
Dans son livre "The Longest Night" (" La Nuit la Plus Longue"), l'historien David J. Eicher écrit que "l'armée unioniste libéra sur parole, ou échangea, 329 963 prisonniers de guerre confédérés, contre 152 015 nordistes". Selon Wp english, 26 436 soldats sudistes et 22 576 nordistes seraient morts pendant leur détention.